# Gau Moselland

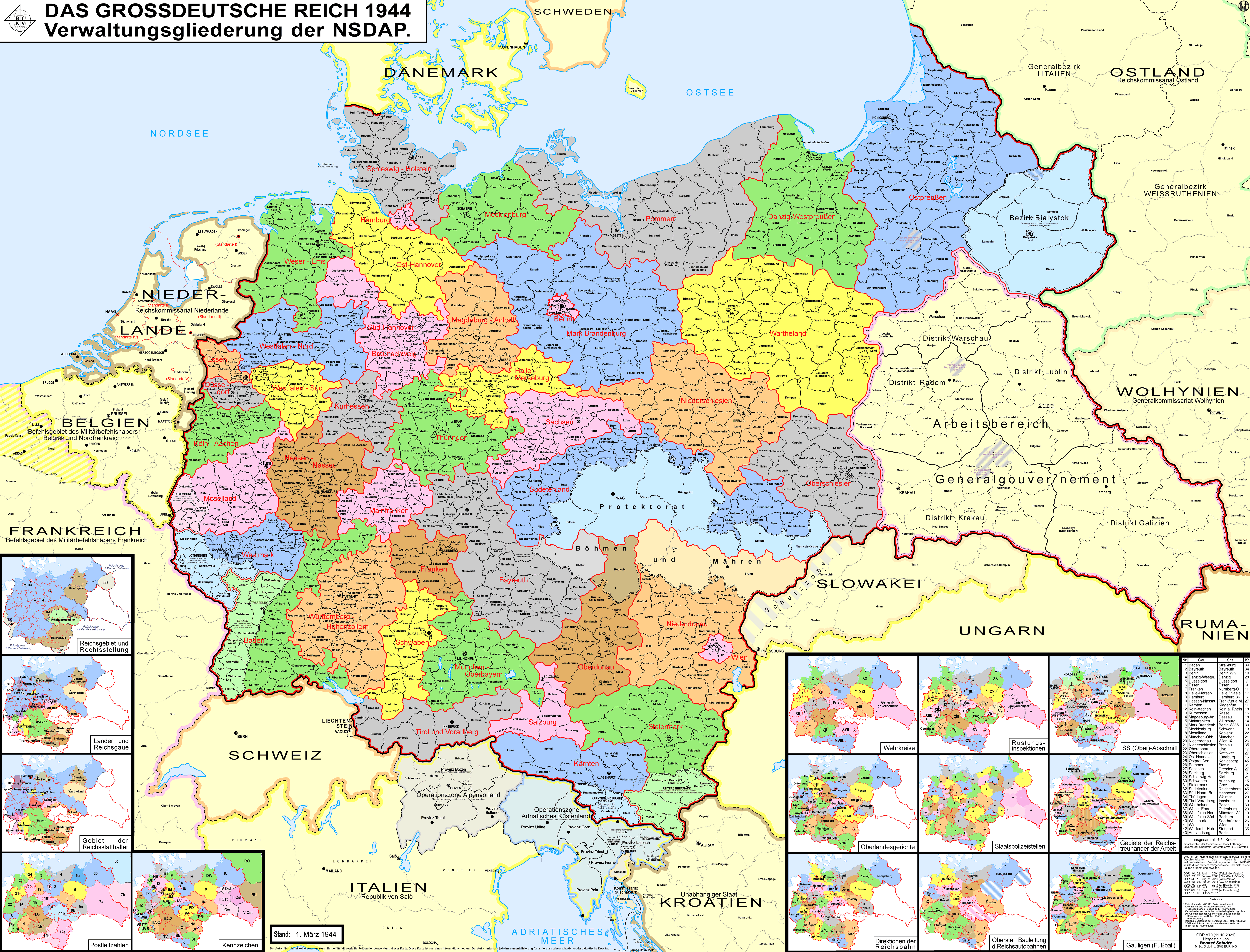
Parteigaue des Deutschen Reiches 1944

Der Gau Moselland war eine Verwaltungseinheit der Nationalsozialistischen Deutschen Arbeiterpartei (NSDAP). Von 1926 bis 1931 gehörte das Gebiet zum Gau Rheinland, von 1931 bis 1941 trug der Gau den Namen Koblenz-Trier.

## Geschichte und Struktur

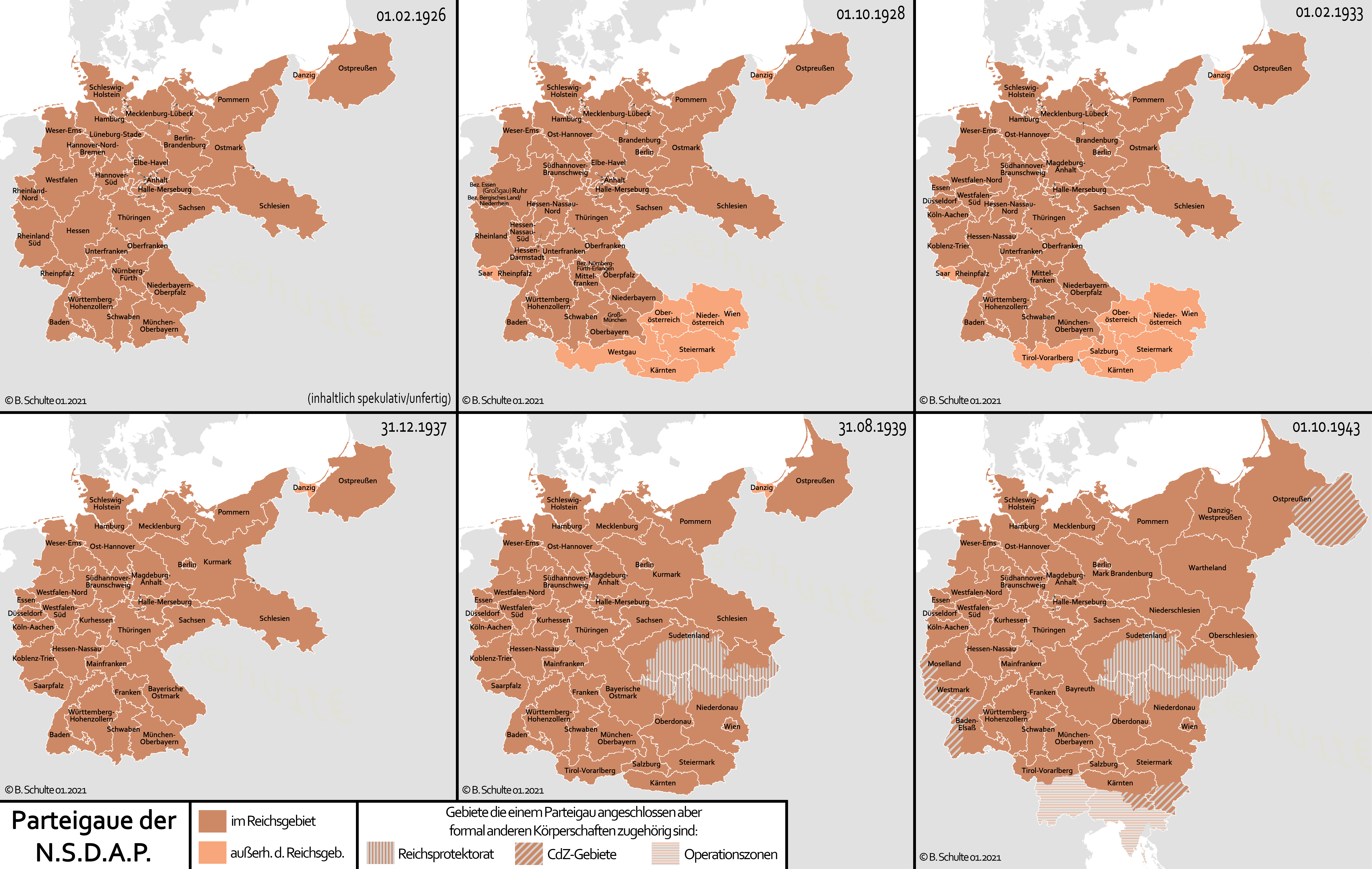
Gaue der NSDAP 1926, 1928, 1933, 1937, 1939 und 1943

Der NS-Gau bestand seit dem 1. Juni 1931, als aus dem bisherigen „Gau Rheinland“, der 1925 unter Gauleiter Heinz Haake gebildet und seit 1926 von Dr. Robert Ley geführt worden war, auf Initiative des späteren Gauleiters Gustav Simon der Gau Köln-Aachen und „Gau Koblenz-Trier“ hervorgingen, die durch die Alliierte Rheinlandbesetzung anfangs starken Beschränkungen unterworfen gewesen waren. Der Gau umfasste den Regierungsbezirk Koblenz ohne Wetzlar, den Regierungsbezirk Trier und Birkenfeld, das zum Freistaat Oldenburg gehörte. Für die preußischen Teile war der Oberpräsident der Rheinprovinz auf staatlicher Ebene zuständig, seit 1933 war dies Hermann von Lüninck, seit 1935 der Essener Gauleiter Josef Terboven. Der Name Gau Moselland wurde am 24. Januar 1941 gegeben, als Luxemburg faktisch in das Deutsche Reich annektiert worden war. Die Gauhauptstadt war Koblenz, die durch Eingemeindungen und Baumaßnahmen auf eine Einwohnerstärke von über 100.000 steigen sollte, was jedoch misslang. Der Gau wies 1933 rund 1,25 Mio. Einwohner auf, in der Mehrheit katholisch und in ländlichen Gemeinden wohnhaft. Durchgehend war der Gauleiter Gustav Simon MdR (1931 – März 1945), sein Stellvertreter Fritz Reckmann MdR (1931–1945). Eine Gauführerschule bestand in der Gauschulungsburg Weidtmansches Schlösschen in Koblenz-Metternich. Die Gauzeitung war das Nationalblatt. Ein führender Propagandist im Gau war Albert Urmes. Josef Ackermann leitete das Hauptamt für Kommunalpolitik und gehörte zu Simons Stab in Luxemburg.
Simon wurde 1928 „Bezirksleiter“ der NSDAP für den Bezirk Trier-Birkenfeld, 1929 für den Bezirk Koblenz-Trier. 1930 wurde er Reichstagsabgeordneter für den Reichstagswahlkreis Koblenz-Trier 21, den er bis 1945 innehatte. Im Juli 1933 wurde er preußischer Staatsrat. Ab September 1939 war er zunächst Beauftragter des Reichsverteidigungskommissars im Wehrkreis XII und von November 1942 bis Kriegsende Reichsverteidigungskommissar für den Gau Moselland. Gleichzeitig war er von 1940 bis 1944 Chef der Zivilverwaltung im CdZ-Gebiet Luxemburg. Am 5. Januar 1941 verkündete Simon, sowohl die Partei als auch ihre Gliederungen und angeschlossenen Verbände in Luxemburg aufstellen zu wollen. Mit einer Verfügung Hitlers vom 24. Januar 1941 wurde der NSDAP-Gau Koblenz-Trier deswegen in „Moselland“ umbenannt. Wenige Wochen später überführte Ernst Wilhelm Bohle, der Chef der NSDAP/AO, die bisherige Auslandsorganisation-Landesgruppe Luxemburg in den Gau Moselland. Damit war die Grenze zwischen dem Gau Moselland und den besetzten luxemburgischen Gebieten für den Parteibereich faktisch aufgehoben. Im Jahre 1942 umfasste der Gau Moselland ein Gebiet von 14.500 km² bei ca. 1,7 Millionen Einwohnern. Ab Herbst 1944 leitete Simon den Volkssturm im Gau. Im April 1945 verließ er seinen Gau und beging im Dezember 1945 in englischer Haft in Paderborn Suizid.
Reckmann hatte zusätzlich verschiedene Ämter auf Gauebene inne; so war er Gaugeschäftsführer, Gauschatzmeister und Gauorganisationsleiter. Von 1932 bis 1933 amtierte er zudem als NSDAP-Kreisleiter für Koblenz-Stadt und als Gauinspekteur.

## NSDAP-Kreisleitungen
Kreisleitungen der NSDAP bestanden in
- Ahrweiler, Altenkirchen, Baumholder, Bernkastel, Birkenfeld, Bitburg, Cochem, Daun, Koblenz-Land, Koblenz-Stadt, Kreuznach, Mayen, Neuwied, Prüm, Saarburg, Simmern, St. Goar, Trier-Land-Ost, Trier-Land-West, Trier-Stadt, Wadern, Wittlich und Zell/Mosel
- ab 1941 zusätzlich im besetzten Luxemburg Esch an der Alzette, Diekirch, Grevenmacher und Luxemburg.

## Einzelbelege
1. ↑  Petra Weiß: Die Stadtverwaltung Koblenz im Nationalsozialismus. Diss. Fernuniversität Hagen 2011.
2. ↑  Petra Weiß: Metternich in der Weimarer Republik und im Dritten Reich. In: Heimatfreunde Koblenz-Metternich e. V./Petra Weiß (Hg.): Metternich im Spiegel der Jahrhunderte. Beiträge zur Ortsgeschichte. Koblenz 2002, S. 51–80